# DUKW

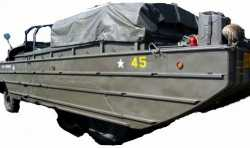
Photo d'un DUCK prise de côté.

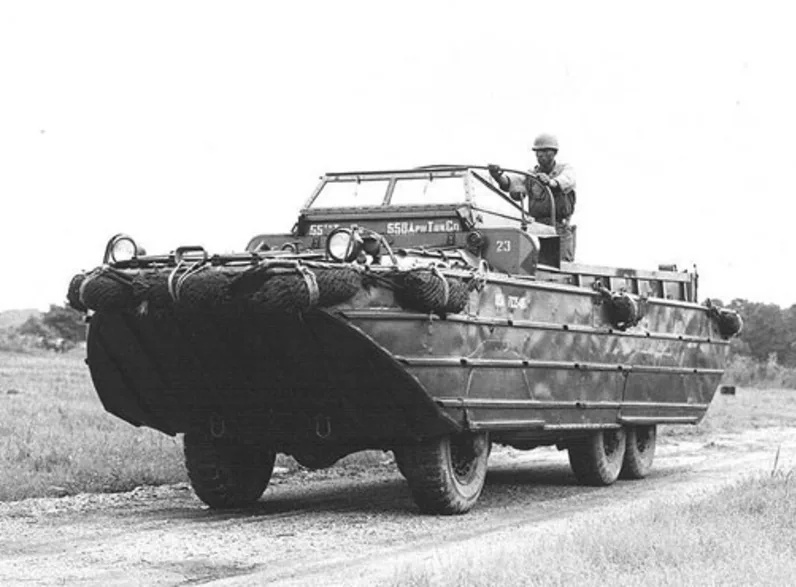
Photo d'un DUCK prise de l'avant.

Le DUKW 353 est un véhicule amphibie destiné à décharger les cargos en l’absence de ports. Il est conçu en 1941 par la firme Sparkman and Stephens Inc. (en) pour le compte de l'armée américaine sur la base du fabricant  GMC (General Motors Corporation) GMC CCKW 6x6. Au cours de la Seconde Guerre mondiale, 21 247 unités sont produites.

## Histoire
Selon la nomenclature de GMC de l'époque, DUKW signifiait :
- D : année 1942 (première fabrication)
- U : véhicule amphibie
- K : toutes les roues sont motrices
- W : deux essieux moteurs à l’arrière

Très vite, il prend le surnom de duck (canard). Le premier essai a lieu le 3 juin 1942 à Milford dans le Michigan.
Bien qu'il existe plusieurs tentatives d'explication du nom comme acronyme (Dual Utility Kargo Waterborne ou Duplex Universal Karrier, Wheeled), celles-ci ont été inventées a posteriori.
Le DUKW est la version amphibie du camion Chevrolet GMC double essieu moteur utilisé par l'US Army, la conversion est étudiée et réalisée en quelques semaines par le fameux cabinet d'architectes navals Sparkman et Stephens (en), plus connu pour ses voiliers de plaisance très performants qui remportèrent à plusieurs reprises la Coupe de l'America.
Les frères Rod et Olin Stephens, excellents régatiers eux-mêmes, ainsi que Denis Puleston, plaisancier et aventurier connu pour diverses traversées océaniques audacieuses testent et améliorent le prototype. Ils parviennent à le rendre relativement « marin » , ce qui n'était en général pas le cas avec les engins amphibies développés au cours de la Seconde Guerre mondiale, en particulier les tanks Sherman DD.
Mais le DUKW faillit ne jamais être utilisé par l’armée. C’est lorsqu’un patrouilleur des gardes-côtes américain s’échoua près de Provincetown dans le Massachusetts et qu’un DUKW en démonstration à proximité parvient à sauver les 7 gardes-côtes dans une mer démontée où les navires conventionnels ne pouvaient intervenir, que l’armée reconnut l’utilité du DUKW. À la suite de cela, le secrétaire d’État à la guerre annonce au président Roosevelt : « Il y a deux nuits, un camion de l’Army a sauvé l’équipage d’un bateau de la Navy en perdition ».
L’intendance générale de l’armée américaine en commande 2 000 pour le 31 décembre 1942.
En novembre 1942, la War Production Board mit le DUKW dans les priorités des programmes de fabrications de guerre.
Après la livraison des 2 000 premiers exemplaires, un système de télégonflage permettant de modifier la pression des pneus est ajouté, offrant ainsi au DUKW la possibilité de s’adapter au terrain.
On ajoute par la suite des projecteurs, un pare-brise, la capote et une plaque de blindage frontale repliable.
Le premier usage militaire du DUKW est en 1943 lors de l’opération Husky en Sicile.
Par la suite, les DUKW sont utilisés en Afrique du Nord, en Europe lors du débarquement de Normandie : après la tempête du 19 juin 1944 qui détruisit  le port artificiel Mulberry A et endommagea Mulberry B afin de décharger les navires du matériel indispensable pour l'avancée des troupes ; juste après la prise du port de Cherbourg (à partir du 16 juillet 1944) pour décharger les cargos parce que les quais et les grues étaient détruits ; pour transporter le général de Gaulle jusqu'à la plage. Ils sont aussi utilisés dans le Pacifique (notamment à la bataille d'Iwo Jima). Ils aident à franchir le Rhin et servent de piles de ponts pour les ponts Bailey.
Des DUKW sont utilisés lors de l'assaut sur la pointe du Hoc.
Très peu de versions différentes furent produites : une version avec lance-roquettes (dénommée "scorpion") dans le Pacifique, une autre avec un treuil à l'arrière. Il fut aussi produit sous licence en URSS sous le nom de BAV 485
Ils furent qualifiés d'"artisans de la victoire" par le général Eisenhower.
De nombreux pays utilisèrent par la suite le DUKW. Il ne fut réformé en France qu'en 1990 (une centaine d'exemplaires étaient alors utilisés). En 1948, il fut utilisé pour répandre les cendres de Gandhi dans plusieurs grands fleuves du monde.

## Unités produites (en cumulé)
| 1942 | 2 000  |
| 1943 | 4 053  |
| 1944 | 11 316 |
| 1945 | 21 247 |

## Caractéristiques
| Propulsion                | 6 roues motrices                                                            |
| Boîte de vitesses         | 5 vitesses + marche arrière                                                 |
| Longueur                  | 9,45 mètres                                                                 |
| Largeur                   | 2,50 mètres                                                                 |
| Hauteur                   | 2,70 mètres                                                                 |
| Garde au sol              | 0,30 mètre                                                                  |
| Poids à vide              | 6,560 tonnes                                                                |
| Poids en charge           | 9,450 tonnes                                                                |
| Charge utile              | 2,5 tonnes sur terre et 5 tonnes sur l'eau                                  |
| Vitesse maximum sur route | 70 km/h                                                                     |
| Vitesse maximum sur l'eau | 10 km/h (5,5 nœuds)                                                         |
| Consommation              | 38 litres / 100 km et 180 l / 100 km sur l'eau                              |
| Autonomie                 | 385 kilomètres (réservoir de 150 l)                                         |
| Autonomie sur l'eau       | 80 kilomètres                                                               |
| Armement                  | Possibilité d'une mitrailleuse de 12,7 mm sur affût M36 ou canon 105 mm HM2 |
| Équipage                  | minimum deux hommes                                                         |

Il pouvait embarquer 25 hommes équipés. Il n'était pas blindé.
Son moteur était un GMC 270 de 6 cylindres (essence), 4,4 litres de cylindrée et de 104 ch à 2 750 tr/min.

## Aujourd'hui
Plusieurs DUKW sont toujours en état et sont utilisés pour faire des parcours touristiques dans les villes de Londres, Boston, Philadelphie, Pittsburgh, Baltimore, Wisconsin Dells, Seattle, San Francisco, Santa Barbara, Halifax, Liverpool, Dublin, Rotorua en Nouvelle-Zélande, Coxyde et Blankenberghe en Belgique et Kobe.
Une paire de  DUKW « civilisés »  servent de ferries et d'attractions touristiques dans l'île anglo-normande de Jersey en permettant d'accéder à toute heure de marée au château Elizabeth, situé sur un îlot rocheux dans la rade de Saint-Hélier.
Plus anecdotique a été l'usage des DUKW pour l'exploitation ostréicole et mytilicole sur l'estran de la côte ouest du Cotentin dans les années 1960 et 1970 qui a été assez rapidement supplanté par l'emploi de tracteurs agricoles réformés, moins gourmands en carburant, plus fiables et surtout moins problématiques à réparer (disparition des pièces détachées). 
Il est également utilisé pour transporter les touristes, pour une balade en mer, sur la plage du Touquet-Paris-Plage, France, dans les années 1950 ainsi que pour des balades touristiques  en mer sur la plage de  Dunkerque, le GMC baptisé « Charlot » se retournera le 25 août 1968. Cet accident cause la mort de deux personnes et l'utilisation des GMC en mer pour des opérations touristiques est interdite par les affaires maritimes.
Un modèle y est également présent dans le clip de Lomepal (feat. Roméo Elvis) : 1000°C.
L'Association Française des Collectionneurs de Véhicules Militaires (AFCVM) en possèderaient 2 modèles en état de fonctionner lui venant du 519ème régiment du train de La Rochelle en 1982.

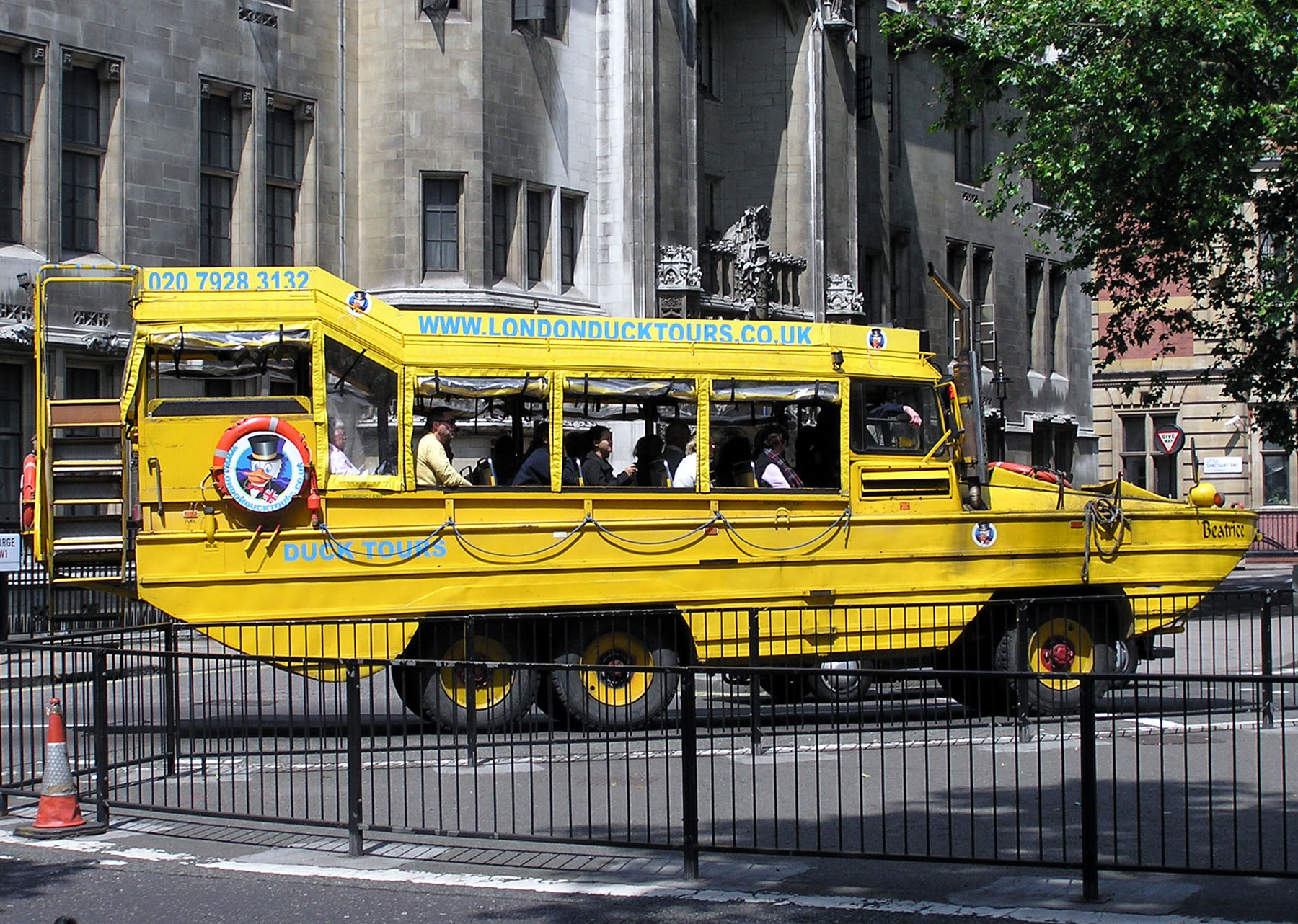
Un DUKW reconditionné sert à transporter des touristes à Londres.
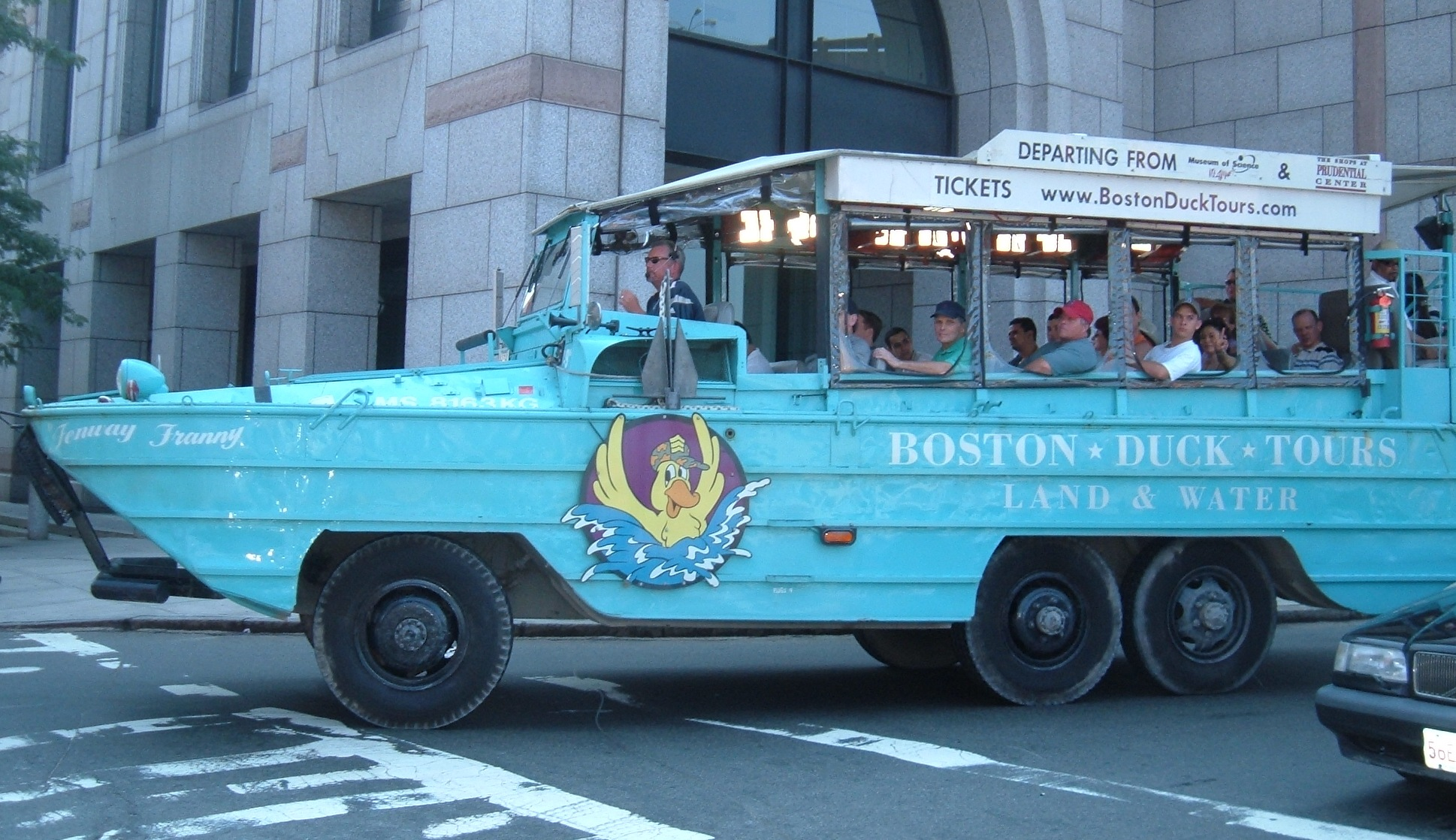
Un DUKW reconditionné sert à transporter des touristes à Boston (États-Unis).